# Беризевыр
Беризевыр — деревня в Игринском районе Удмуртии. Входит в состав Кабачигуртского сельского поселения.

## География
Деревня находится в 15 км от центра района.

## История
Постановлением ВЦИК от 29 марта 1928 г. селение Кулюгурт переименовано в Беризевыр.

## Население
| 2010 | 2012 |
| ---- | ---- |
| 0    | →0   |